# Eggert Jónsson
Eggert Gunnþór Jónsson (Reikiavik, Islandia, 18 de agosto de 1988), futbolista islandés. Juega de defensa y su actual equipo es el FH Hafnarfjörður de la Úrvalsdeild Karla. 

## Selección nacional
Ha sido internacional con la selección de fútbol de Islandia en 21 ocasiones.

## Clubes
| Club                             | País       | Año       |
| -------------------------------- | ---------- | --------- |
| Fjarðabyggð                      | Islandia   | 2004-2005 |
| Heart of Midlothian F. C.        | Escocia    | 2005-2011 |
| Wolverhampton Wanderers F. C.    | Inglaterra | 2012-2013 |
| Charlton Athletic F. C. (cedido) | Inglaterra | 2012      |
| C. F. Os Belenenses              | Portugal   | 2013-2014 |
| F. C. Vestsjælland               | Dinamarca  | 2015      |
| Fleetwood Town F. C.             | Inglaterra | 2015-2017 |
| SønderjyskE                      | Dinamarca  | 2017-2020 |
| FH Hafnarfjörður                 | Islandia   | 2020-     |

## Palmarés

### Títulos nacionales
| Título            | Club        | País      | Año  |
| ----------------- | ----------- | --------- | ---- |
| Copa de Dinamarca | SønderjyskE | Dinamarca | 2020 |